# Loxophlebia postflavia
Loxophlebia postflavia är en fjärilsart som beskrevs av Druce 1898. Loxophlebia postflavia ingår i släktet Loxophlebia och familjen björnspinnare. Inga underarter finns listade i Catalogue of Life.